# Maryna Bazanova
Maryna Viktorivna Bazanova (ukrainska: Базанова Марина Вікторівна Базанова; ryska: Marina Bazanova), född 25 december 1962 i Omsk, Sovjetunionen (nu Ryssland), död 27 april 2020 i Bremen, Tyskland, var en ukrainsk handbollsspelare som tävlade för Sovjetunionen och senare för Ukraina.
Hon tog OS-brons i damernas turnering i samband med de olympiska handbollstävlingarna 1988 i Seoul.
Hon tog även OS-brons igen i damernas turnering i samband med de olympiska handbollstävlingarna 1992 i Barcelona.